# いごこち満点
『いごこち満点』（いごこちまんてん）は、1976年4月6日から9月28日までTBS系で放映されたテレビドラマ。全26話。ただし、現在権利クリアの上で番組販売に供されているバージョンでは「全25話」であり、後述の所沢市立図書館収蔵版資料との差異は未確認である。

## あらすじ
東京の多摩川近くに居を構える青山家。主人の青山俊郎は出世するとともに地方の支店を転々としてこの時は札幌支店長であり、長く家を空けている。最初、短い間置いておくつもりで俊郎の後輩の野田新八を青山家に迎え入れたが、いつの間にか新八は12年間も住み続け、堀越洋次、杉本久右エ門も連れて来られたため、いつの間にか下宿屋同然の状態に。更にとめ、ピン子も転がり込み、子供たち（俊一、みどり）との親子水入らずの時間は当分来そうもない…。

## 概要
- 『渡る世間は鬼ばかり』など数多くの橋田壽賀子、石井ふく子作品のドラマで共演した山岡久乃と泉ピン子が初共演したコメディータッチのホームドラマ。泉は、山岡演じる青山ハナの家庭の家政婦という設定で、役名の藤原ピン子は芸名のピン子から命名された。また、山岡の娘役で出演している片平なぎさの連続ドラマ初出演作品でもある。
- 「高橋玄洋先生の台本・映像を保存する会」からの寄贈として、埼玉県の所沢市立図書館で全話の視聴が可能[2][3]。
- 2024年7月18日から同年10月24日までBS11(衛星放送211ch)にて再放送された。

## 出演
- 青山ハナ：山岡久乃
- 青山俊郎：高松英郎
- 青山みどり：片平なぎさ
- 春日とめ：山田五十鈴
- 野田新八：山城新伍
- 堀越洋次：小倉一郎
- 杉本久右エ門：西田敏行
- 塚原亮：赤塚真人
- 藤原ピン子：泉ピン子
- 青山俊一：目黒祐樹
- 平野咲子：梶芽衣子
- 井川礼子：梶芽衣子（二役）
- 広山法子：末広真樹子
- 佐々木和美：多岐川裕美
- 沢口梨花：山ノ内真理子
- 大崎加奈江：永野裕紀子
- 津田里子：浅野亜子
- 中村志津：吉野佳子
- 中村一：加納竜
- 青井伊津子：松坂慶子
- マスター：中林章
- 伊藤静子：岩崎智江
- 鈴山礼吉：愛川欽也
- 堀越エツ：初井言榮
- 岩崎：森繁久彌（特別出演）
- 根崎：由利徹
- 杉本良子（久右エ門の姉）：白川由美
- 春日雪江：日色ともゑ
- 田沼京子：海老名美どり
- 平野弥八郎（咲子の父）：浜田寅彦
- 平野つね子（咲子の母）風見章子
- 恵知子（俊郎の秘書）：市原悦子
- 杉本むら（久右エ門の母）：原泉

## スタッフ
- 作
  - 高橋玄洋（第1話〜第14話、第17話〜第21話、第23話・第24話・第26話）
  - 小山内美江子（第15話・第16話・第22話・第25話）
- 演出
  - 脇田時三（第1話〜第3話、第7話〜第10話、第13話～第19話、第21話〜第23話、第26話）
  - 橋本信也（第4話・第5話）
  - 本多勝也（第6話・第11話・第12話・第20話・第24話・第25話）
- 主題歌：歌・ハナと三悪人
- 音楽：東海林修
- タイトル画：木村泰子
- プロデューサー：武敬子
- 制作協力：東通
- 制作：テレパック、TBS